# Carolina Costa Andres
 Carolina Costa, née le 9 janvier 1980 à Monaco, est une pasteure inclusive et progressiste, comédienne, auteure, youtubeuse, scénariste et réalisatrice.

## Biographie

### Enfance et études
Carolina Costa, fille d’une mère danoise luthérienne et d’un père italien catholique romain, naît le 9 janvier 1980 dans la Principauté de Monaco.
Elle grandit à Genève, d'abord aux Eaux-Vives, puis à Champel. Elle étudie à la Faculté autonome de théologie protestante à l’Université de Genève, où elle décroche un master en 2004.
Son rêve de devenir chanteuse lui donne l’envie de se rendre à Paris, où elle rejoint l’école ACP – La Manufacture Chanson. Elle se forme en tant qu’auteure-compositrice-interprète et elle rencontre son mari Victor Costa, un Espagnol élevé dans le catholicisme mais non pratiquant, dans une école de chant,. Ce dernier décide de la suivre pour qu’elle puisse commencer un stage en 2007 à la cathédrale Saint-Pierre de Genève, qui lui permet de devenir pasteure de l’Église protestante de Genève. Elle est consacrée en septembre 2014.

### Parcours artistique et télévisuel
Tout en suivant sa formation de pasteure stagiaire, Carolina Costa poursuit le travail de comédienne en créant un premier spectacle musical en 2008 « Bienvenue Chez Nous » sur l’histoire d’un couple en crise, qui deviendra la série web et tv familial diffusée sur les télévisions locales de Léman Bleu, La Télé et canal9. En 2012, elle réalise une série de 22 capsules d’interviews courtes pour l’émission de la RTS « Faut pas croire » intitulée « Il était une foi les gens ».

### Pastorat
Dès ses premières années de pastorat, elle acquiert une certaine notoriété dans le milieu protestant helvétique puis progressivement francophone grâce à des web-série écrites, réalisées et produites avec son mari, qui joue le rôle d'un agnostique voire athée, via les Ataprods, mais aussi des livres ou des vidéo-livre aux Éditions Atalahalta. En 2017, la web-série romande de comédie dramatique «Ma femme est pasteure» reçoit une mention spéciale dans un festival web à New York, le prix du public au festival web de Valencia en Espagne, le prix du public au festival de télévision européen de programmes religieux à Paris et le prix de meilleure actrice au festival web de Bilbao.
Carolina Costa est également membre fondatrice d'un projet pionnier de l’Église protestante de Genève, le LAB, une communauté progressiste et inclusive pour les jeunes adultes qui a créé sa première antenne LGBTI en 2016. Lors de la Marche des fiertés de Genève de 2019, elle bénit symboliquement deux femmes.

### Vie privée
Elle est mariée et mère de deux filles.

## Carrière artistique

### Publications
- 2017 : Mariage vie à deux à l'aventure
- 2019 : Baptême plongez dans l'aventure
- 2020 : Le baptême de Lucie
- 2022 : Avoir la foi ?

### Œuvre vidéo livre
- 2020 : Parcours d’initiation à la foi chrétienne
- 2020 : Noël spirituel à la maison
- 2021 : LGBTIQA+ un don de Dieu
- 2021 : Parcours prière chrétienne
- 2021 : Goûter à la Présence de Dieu dans sa vie
- 2021 : Apprendre à méditer avec la Bible
- 2021 : Une confiance à toute épreuve
- 2021 : Couple en crise
- 2022 : Traversée de Pâques

### Filmographie
- 2012 : Web doc "Il était une foi les gens"
- 2015 : Web-série "Bienvenue Chez Nous"
- 2017 : Web série "Road Trip Spirituel"
- 2018 : Web-série "Ma femme est pasteure”
- 2018 : Spot de prévention contre le suicide "Ta vie est précieuse"
- 2022 : Spot de prévention contre l'homophobie "Ta vie est précieuse"